# 埃迪·巴斯登
艾迪·理查德·巴斯登（英語：Edward Richard Basden，1983年2月15日—），美国NBA联盟前职业篮球运动员。